# Doom Crew Inc.
Doom Crew Inc. är det elfte albumet av den amerikanska hårdrocksguppen Black Label Society utgivet 2021. Skivan är utgiven av eOne och producerad av Zakk Wylde, Adam Fuller och John DeServio.

## Låtlista
1. "Set You Free" - 3:58
2. "Destroy & Conquer" - 4:42
3. "You Made Me Want to Live" - 4:32
4. "Forever and a Day" - 4:10
5. "End of Days" - 5:23
6. "Ruins" - 5:48
7. "Forsaken" - 5:55
8. "Love Reign Down" - 5:49
9. "Gospel of Lies" - 6:33
10. "Shelter Me" - 5:29
11. "Gather All My Sins" - 4:19
12. "Farewell Ballad" - 6:41

## Medverkande
- Zakk Wylde - sång, gitarr, piano, keyboard
- John DeServio - bas
- Jeff Fabb - trummor
- Dario Lorina - gitarr